# Rosa Cerna Guardia
Rosa Cerna Guardia (Huaraz, Perú, 31 de julio de 1926 - Lima, Perú, 10 de diciembre de 2012) fue una docente, poetisa y escritora peruana de literatura infantil perteneciente a la generación del 50. Como docente, fue incluida en la Orden de las Palmas Magisteriales en el grado de Educador (1993) y de Maestro (1999).Como, poeta, recibió varios premios a nivel nacional e internacional.

## Trayectoria
Rosa Cerna nació en la ciudad de Huaraz el 31 de julio de 1926. Fue hija de José Cerna González y de Luisa Guardia. Fue afectada por el aluvión de Huaraz, ocurrido el 13 de diciembre de 1941. Cursó sus estudios básicos en el Instituto del Sagrado Corazón. Recibió formación pedagógica por parte de la Institución Teresiana que llegó a Huaraz en 1943, encargándose de la Escuela Normal Urbana de mujeres de Huaraz, ahora Instituto Superior Pedagógico Público de Huaraz. Su formación magisterial la realizó en la Escuela Normal Urbana de Mujeres de Huaraz, Se graduó en periodismo en la Pontificia Universidad Católica del Perú.
Desde 1953 residió en el distrito de Barranco en Lima, lugar en el que compuso gran parte de su obra poética. Publicó varios poemarios y cuentos, adscritos en su mayoría al género infantil. Además, colaboró en el diario La Crónica en la década de 1950, mientras que entre 1956 y 1962 parte de su producción poética apareció en la Revista de Educación, órgano de Educación Primaria.
Cerna fue acreedora de varios galardones tanto en España como en Perú. Su libro Los días de Carbón obtuvo los siguientes premios entre 1966 y 1972: Segundo Premio Lazarillo en España. Mención Honrosa Premio Nacional Fomento a la Cultura José María Eguren y Premio Nacional de Literatura Infantil «Juan Volatín», otorgado por la Municipalidad de San Isidro, jurisdicción de Lima Metropolitana.
Paralelamente, realizó labor docente en el magisterio nacional, obteniendo por ello las Palmas Magisteriales en el grado de Educador (1993) y de Maestro (1999).
Ha sido merecedora, por su producción lírica, al Premio Internacional de Prosa Poética sobre la Encíclica de Pío Doce (1955), así como al Premio de Poesía Nisei del Perú por su poemario Mis palabras al viento (2018).
También recibió el Premio «César Barranquino» (1989) por Una rosa blanca, y el segundo Premio «Grabados Literarios», Barranco por Abecedario.
En el campo de literatura infantil, ha obtenido la mención honrosa de Teatro Escolar por su obra El niño de los ojos azules (1963), el primer premio en el Concurso Internacional de Literatura Infantil IBBY de Chile (1968), auspiciado por la Refinería de Azúcar de Viña del Mar, por La niña de las trenzas azules.
Además de los títulos premiados, la autora tiene una vasta producción lírica e infantil donde destacan Imágenes en el agua (1957), Figuras del tiempo (1958), Mis palabras al viento (1968), el Hombre de paja (1973), El mundo de los niños, Tataramundo I (1989), Tataramundo II (1990) y Al alcance de los niños (1990).

## Lista de obras
Poemas
- Imágenes en el agua (1949)
- Figuras del tiempo (1958)
- El mar y las montañas (1959)
- Desde el alba (1966)
- Mis palabras al viento (1968)
  - Segundo Premio de Poesía Nisei del Perú (1968)[9]
- Escrito en barranco (1987)

Relatos
- Los días de Carbón (1968)
  - Primer lugar Premio Juan Volatín (1968)
  - Segundo Lugar Premio Lazarillo en España
  - Mención Honrosa Premio Nacional Fomento a la Cultura José María Eguren
- El hombre de paja (1973)
- Flor de cuentos (1993)
  - Ganadora del premio Horacio (1993)
  - Mención Honrosa a nivel mundial del Premio Internacional de Literatura José Martí en San José de Costa Rica, (1995).
- Dos cuentos azules y uno de paja (2003), que incluye tres cuentos premiados: 
  - La niña de las trenzas azules
    - Primer Premio en el Concurso Internacional de Literatura Infantil IBBY de Chile (1968).

  - El hombre de paja
    - Segundo Premio Nacional Ricardo Palma (1972)

  - El niño de los ojos azules
    - Mención Honrosa de Teatro Escolar (1963)[9]
- Fablillas del pesebre
- Cuentos de Tierraviva (2010)

Otras publicaciones
- El mundo de los niños y sus poetas (16)
- Tataramundo I (1989)
- Tataramundo II (1990)
- Al alcance de los niños (1990)
- Presencia del diablo en la tradición Ancashina (1990)

## Distinciones y premios
- Laureles Magisteriales Ancashinos (1991).
- Las Palmas Magisteriales en el Grado de Educador (1993)[9]
- Diploma de Honor de la Biblioteca Nacional del Perú (1997)[9]
- Diploma de Honor de la Municipalidad de Miraflores por su destacada labor en el campo de la Educación y de la Literatura Infantil (1998).
- El Club Áncash le otorgó una fuente de plata en la Cita Cumbre de Lumbreras Ancashinas (1998).
- El Instituto del Libro y la Lectura /INTIL (1999), le otorgó un Diploma de Honor al Mérito por su extraordinaria obra literaria para los niños del Perú y del mundo.
- Cedy Putur Chavín: Reconocimiento a Rosa Cerna Guardia, personaje ilustre de Huaraz por destacar en el campo de la literatura.
- En el año 2003 la Municipalidad de Barranco le otorgó una Placa de Bronce por su aporte a la cultura como escritora de cuentos para niños.
- Recibió también la Bendición Papal de Juan Pablo Segundo, por su aporte a la Literatura Infantil y Juvenil (Vaticano, 2004).
- Premio Especial de la Cámara Peruana de Libro Carlos Oquendo de Amat.
- Premio Minerva otorgado por la Municipalidad Metropolitana de Lima en el Día Internacional de la Mujer el año (2005).
- El Municipio de Magdalena del Mar le rindió un homenaje el 15 de abril de 2009, ocasión en que le fue entregada la Medalla de Honor del Distrito y un Diploma por su dedicación literaria a la infancia y la juventud.

### Homenaje
En febrero de 2012, la Dirección Regional de Cultura de Áncash entonces dirigida por José Antonio Salazar Mejía, en una actuación en el Congreso de la República del Perú, premió a un contingente de ancashinos, de diferentes áreas del quehacer humano; y como no podía ser de otra manera, se le rindió homenaje a esta insigne escritora, declarándola Patrimonio Cultural de Áncash mediante R.D.R. N° 045-2012.